# 艾尔肯·吐尼亚孜
艾尔肯·吐尼亚孜（維吾爾語：ئەركىن تۇنىياز‎，拉丁维文：Erkin Tuniyaz；1961年12月—），维吾尔族，新疆阿克苏人，中共第十九届中央候补委员、第二十届中央委员。现任中共新疆维吾尔自治区党委副书记，新疆维吾尔自治区人民政府主席。

## 生平
1983年8月，毕业于新疆维吾尔自治区昌吉师范教师进修学院数学系数学专业。1983年7月加入中国共产党。1999年10月至2005年2月，任新疆维吾尔自治区党委组织部副部长。2005年2月至2008年1月，任新疆维吾尔自治区和田地委副书记、行署专员。2008年1月至2014年6月，担任新疆维吾尔自治区人民政府副主席。2014年6月至2016年10月，担任中共新疆维吾尔自治区党委常委、区政府副主席。2016年10月，任新疆维吾尔自治区党委常委、区政府副主席，自治区教育工作委员会副书记。2021年9月，任中共新疆维吾尔自治区党委副书记、自治区政府代主席。
2022年1月27日，当选新疆维吾尔自治区政府主席。同年10月22日，当选为中国共产党第二十届中央委员会委员。

## 争议
2021年12月，美国财政部依照時任总统唐納·川普于2017年12月签署行政命令，对艾尔肯·吐尼亚孜及其前任雪克来提·扎克尔进行制裁，二人在美资产将被冻结，与亲属无法进入美国。
2024年12月11日国际人权日，加拿大外交部宣布，对参与侵犯人权的艾尔肯·吐尼亚孜在內的8名前任和现任中国官员实施制裁，受制裁者资产被冻结，加拿大境内个人和境外的加拿大人被禁止与制裁者进行任何财产相关活动。。